# Lars and the Real Girl
Lars and the Real Girl, är en amerikansk-kanadensisk dramakomedi från 2007 i regi av Craig Gillespie med Ryan Gosling i huvudrollen. 

## Om filmen
Manuset av Nancy Oliver nominerades till en Oscar 2008. Ryan Gosling Golden Globe-nominerades i kategorin Bästa manliga huvudroll - Komedi eller musikal.

## Handling
Filmen kretsar kring särlingen Lars Lindstrom som inleder en relation med en sexdocka (RealDoll), Bianca, i tron att hon är verklig. Snart får hela staden anpassa sig efter Lars och låtsas att dockan är verklig medan hans vänner och familj börjar ifrågasätta hans psykiska välbefinnande.

## Rollista (i urval)
- Ryan Gosling – Lars Lindstrom
- Emily Mortimer – Karin Lindstrom
- Paul Schneider – Gus Lindstrom
- R. D. Reid – Reverend Bock
- Kelli Garner – Margo
- Nancy Beatty – Mrs. Gruner
- Doug Lennox – Mr. Hofstedtler
- Joe Bostick – Mr. Shaw
- Liz Gordon – Mrs. Schindler
- Nicky Guadagni – Mrs. Petersen
- Patricia Clarkson – Dagmar